# Ian Wilson (Künstler)
Ian Wilson (* 1940 in Durban, Südafrika; † 14. April 2020 in Queens, New York) war ein südafrikanisch-US-amerikanischer Konzeptkünstler, der in New York City lebte.

## Leben und Werk
Der 1940 in Südafrika geborene Ian Wilson lebte in New York. Er arbeitete zeitweilig bei Art & Language mit.
Wilson schrieb sich zunächst bei der Art Student´s League in New York ein und malte figurative Malerei. 1968 realisierte Wilson seine letzte Skulptur, Chalk Circle und machte das (schwierige) Wort „Time/Zeit“, zu seinem neuen Thema. Er beschreibt sein Werk als „oral communication“, oder auch als „discussion“.

„I present oral communication as an object, […] all art is information and communication. I've chosen to speak rather than sculpt. I've freed art from a specific place. It's now possible for everyone. I'm diametrically opposed to the precious object. My art is not visual, but visualized.“

Ian Wilson ging in der Dematerialisierung der Kunst weiter als andere Künstler seiner Zeit wie Lawrence Weiner, Joseph Kosuth und Robert Barry. Er präsentierte die mündliche Kommunikation als das eigentliche Objekt und befreite so die Kunst sowohl vom greifbaren Material als auch von einem kontextgebundenen Ort. Die gesprochene Rede entzieht sich jeder Greifbarkeit und wird zum Inbegriff der nichtvisuellen Abstraktion. Auf ausdrücklichen Wunsch des Künstlers hin wurden die Gespräche niemals aufgezeichnet und veröffentlicht. Lediglich ein vom Künstler signiertes Zertifikat über Zeit, Ort und Teilnehmer eines Gesprächs, das meist in Museen oder Galerien stattfand, konnte käuflich erworben werden. 1986 begann Wilson sich der gedruckten Sprache zu widmen und es entstanden Serien von Künstlerbüchern wie „The Set of 25 Sections: 90-114, with Absolute Knowledge“.

„Da künstlerische Ideen frei verfügbar sind, setzt eine reine Ideenkunst den preistreibenden Kult um das einmalige Kunstwerk außer Kurs. Ian Wilsons Idee einer „oral communication“ scheint im Kunsthandel nicht verwertbar zu sein. Es sei denn, jemand entschlösse sich, für eine Unterhaltung mit Ian Wilson einen entsprechenden Obolus zu zahlen. Dem Händler fiele dann die Rolle des Impresarios zu, der gegen ein Entgelt die Verabredungen für die mündlichen Kommunikationsversuche zu organisieren hätte. Einige Galeristen haben bereits die Herausforderung der Concept Art angenommen. Dabei kommt ihnen zustatten, daß sich nicht sämtliche Künstler eines hinsichtlich der Vermarktung so spröden Mediums (der Sprache) bedienen wie Ian Wilson. Die Ideensysteme anderer Artisten schlagen sich meist als Beschreibungen, Skizzen, Photos oder Filme nieder und sind damit für den Handel als Ware verwertbar. Zwei wesentliche Unterschiede zu traditionellen Kunstwerken bleiben: Die Fixierungen der Konzeptkunst sind nur Spuren eines künstlerischen Denkprozesses, der erst im Kopf des jeweiligen Rezipienten realisiert wird. Sie können andererseits mit Hilfe der Massenkommunikationsmittel, Buch, Zeitung, Film und Fernsehen, publiziert werden. Damit wird der Kunsthändler zum Verleger. Seine Funktion: das Vermitteln von Konzepten.“

Ian Wilson wurde nicht nur zu epochalen Ausstellungen der Konzeptkunst eingeladen oder zu Lucy Lippards Information im Museum of Modern Art, sondern er nahm auch 1982 an der documenta 7 in Kassel teil. Er galt als einer der einflussreichsten Künstler des 20. Jahrhunderts, auch wenn er in der Öffentlichkeit wenig bekannt war.